# Pierre-Philippe Grappin
Pour les articles homonymes, voir Grappin (homonymie).
Pierre-Philippe Grappin, connu sous le nom de Dom Grappin, né le 1er février 1738 à Ainvelle et mort le 20 novembre 1833 à Besançon, est un chanoine bénédictin, membre de nombreuses sociétés savantes dont l'Académie des sciences, belles-lettres et arts de Besançon et de Franche-Comté dont il fut secrétaire perpétuel. Prêtre de l'Église constitutionnelle durant la Révolution, il est connu pour sa correspondance avec l'abbé Grégoire. 

## Biographie
Dom Grappin est né le 1er février 1738 dans le petit village d'Ainvelle situé dans le département de la Haute-Saône. Son père est notaire. Sa famille a vécu à Gy, où il habitera quelques années plus tard. 
À l'âge de 18 ans, Dom Grappin entre à l'abbaye de Luxeuil où il fait profession. Il devient supérieur du collège de Saint-Ferjeux. 
En 1768, il publie une Lettre à l'auteur de l'examen philosophique de la règle de Saint-Benoît ou examen religieux de l'examen philosophique, s'attaquant à Dom Cajot, bénédictin de Saint-Vanne. 
Grappin concourt pour divers sujets de mémoires proposés par l'académie de Besançon dont : 
- l'origine de la main-morte,
- Histoires des abbayes de Faverney et de Luxeuil,
- Recherches sur les anciennes monnaies, poids et mesures du Comté de Bourgogne.

Ce dernier ouvrage est publié in-octavo en 1782 à Besançon. Il est alors admis à cette académie où il lit en 1785 un éloge historique de Jean Jouffroy, cardinal d'Albi. 
Il aide l'abbé Grandidier pour son livre Histoires d'Alsace.
En 1790-1791, il prête serment à la constitution civile du clergé, engagement auquel il restera fidèle jusqu'au bout, devenant une véritable «cheville ouvrière» du parti constitutionnel dans la Franche-Comté. Il est possible qu'il ait été  vicaire épiscopal de Seguin, premier évêque constitutionnel du Doubs.
Lors de la terreur, il se retire à Gy, en Haute-Saône d'où il écrit une lettre pour démentir le bruit de sa rétractation. Cette lettre est insérée dans les Annales de la Religion, le 23 avril 1796. Il travaille aussi sur un tableau historique du diocèse de Besançon depuis la révolution. 
Un journal de Dom Grappin a été trouvé, contenant des articles de lui-même, qui montrent un extrême dévouement au parti constitutionnel ; une Lettre aux prêtres incommuniquans en trois articles, où il s'exprime sur des questions théologiques ; une lettre sur le refus de Pie VI de rétracter ses brefs ainsi qu'un article, plein de passion, sur les rétractations et les rétractants. 
Il siège au concile de 1797 comme député du clergé de Vesoul et à celui de 1801 comme procureur fondé de l'évêque de la Haute-Saône, Flavigny. Il remplit les fonctions de secrétaire dans les deux assemblées. C'est dans ces assemblées qu'il approfondit ses relations avec l'abbé Grégoire ainsi qu'avec d'autres chefs de l'Église constitutionnelle de France. Royer, évêque de Paris, nomme Dom Grappin évêque d'Eure-et-Loir en 1798, mais il refuse cette mission. 
En 1802, Le Coz, nommé archevêque de Besançon, emmène Grappin avec lui, le fait chanoine et secrétaire de l'archevêché en lui donnant sa confiance pour l'administration du diocèse. Grappin le seconde très bien dans le système de favoriser les constitutionnels. Dans les derniers temps, Grappin passe pour le chef du parti.
En 1815, à la mort de Le Coz, il quitte l'archevêché pour occuper un modeste appartement où il reprend une vie d'études. Peu de temps plus tard, une grave chute ne lui permet plus de quitter sa chambre. Il abdique sa place de secrétaire à l'académie mais continue tout de même ses activités telles que la lecture et la rédaction de divers articles qu'il fournit aux journaux. Il meurt le 20 novembre 1833 dans sa quatre-vingt-seizième année.

## Œuvres
Il compose L'histoire abrégée du comté de Bourgogne qu'il fait imprimer en 1773 à Vesoul puis une seconde édition en 1780 à Besançon. 
Il publie :
- Almanach historique de Besançon et de Franche-Comté en 1785 et 1786,
- Essais poétiques en 1786,
- Mémoires historiques sur les guerres du XVIe siècle dans le comté de Bourgogne en 1788,
- Éloge historique de M. l'abbé Grandidier à Strasbourg en 1788
- Mémoire historique où l'on essaie de prouver que le Cardinal de Granvelle n'eut point de part aux troubles des Pays-Bas au XVIe siècle en 1788.

Les ouvrages:
- L'art de vérifier les dates,
- Notices sur les comtés de Bourgogne
- Notices sur les landgraves de Hesse

sont de Dom Grappin. Ces divers ouvrages indiquent le goût de l'auteur pour les recherches historiques. 
Il publie Abrégé du Traité du pouvoir des évêques en 1803. 
Sa correspondance avec l'abbé Grégoire est réunie et publiée en 1969 par Bernard Plongeron
- Bernard Plongeron, Pierre-Philippe Grappin et Henri Grégoire, Dom Grappin, correspondant de l'abbé Grégoire (1796-1830), Presses universitaires de Franche-Comté, 1969 (présentation en ligne).